# Мінеральні оливи

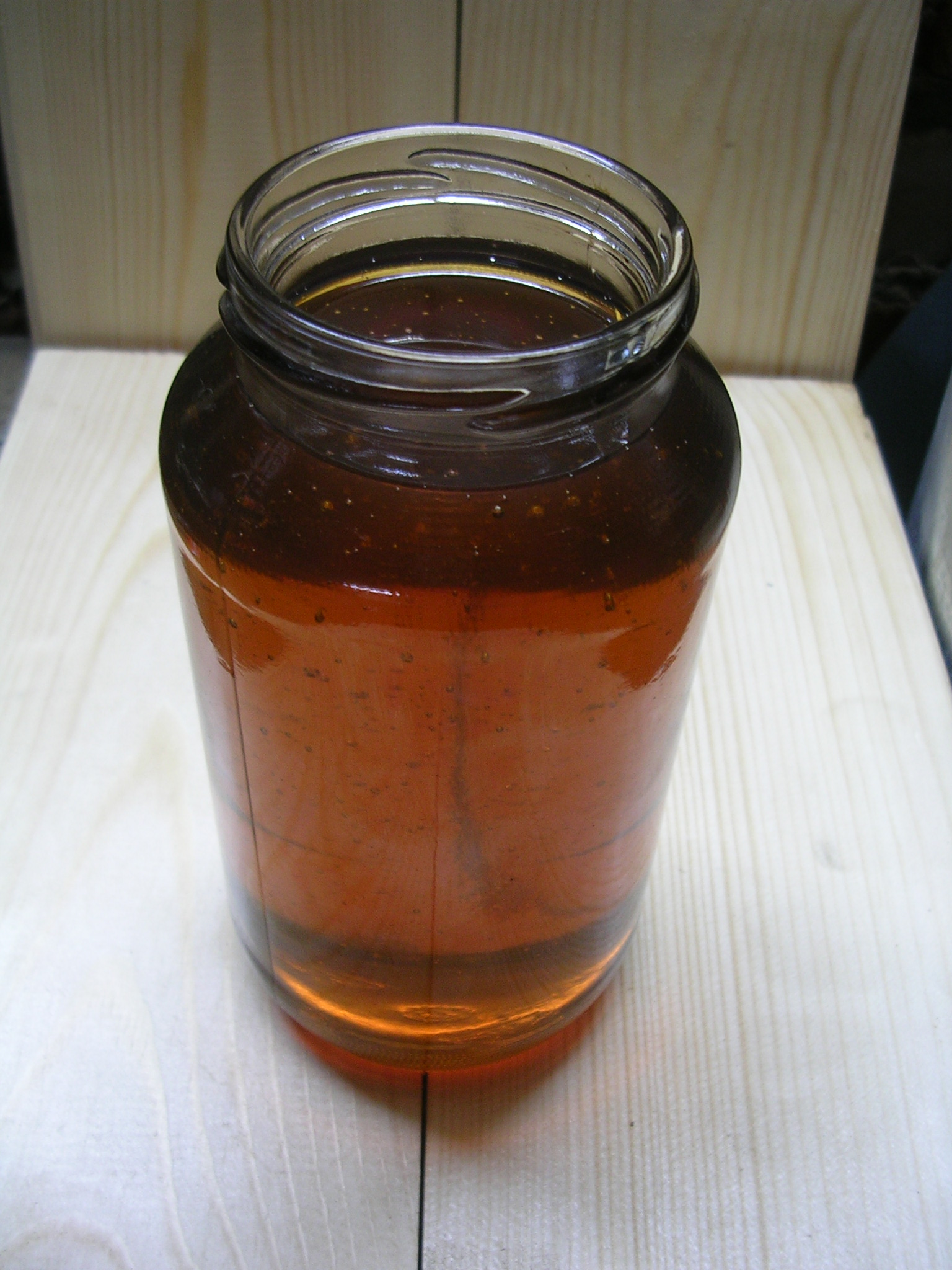
Мінеральна моторна олива

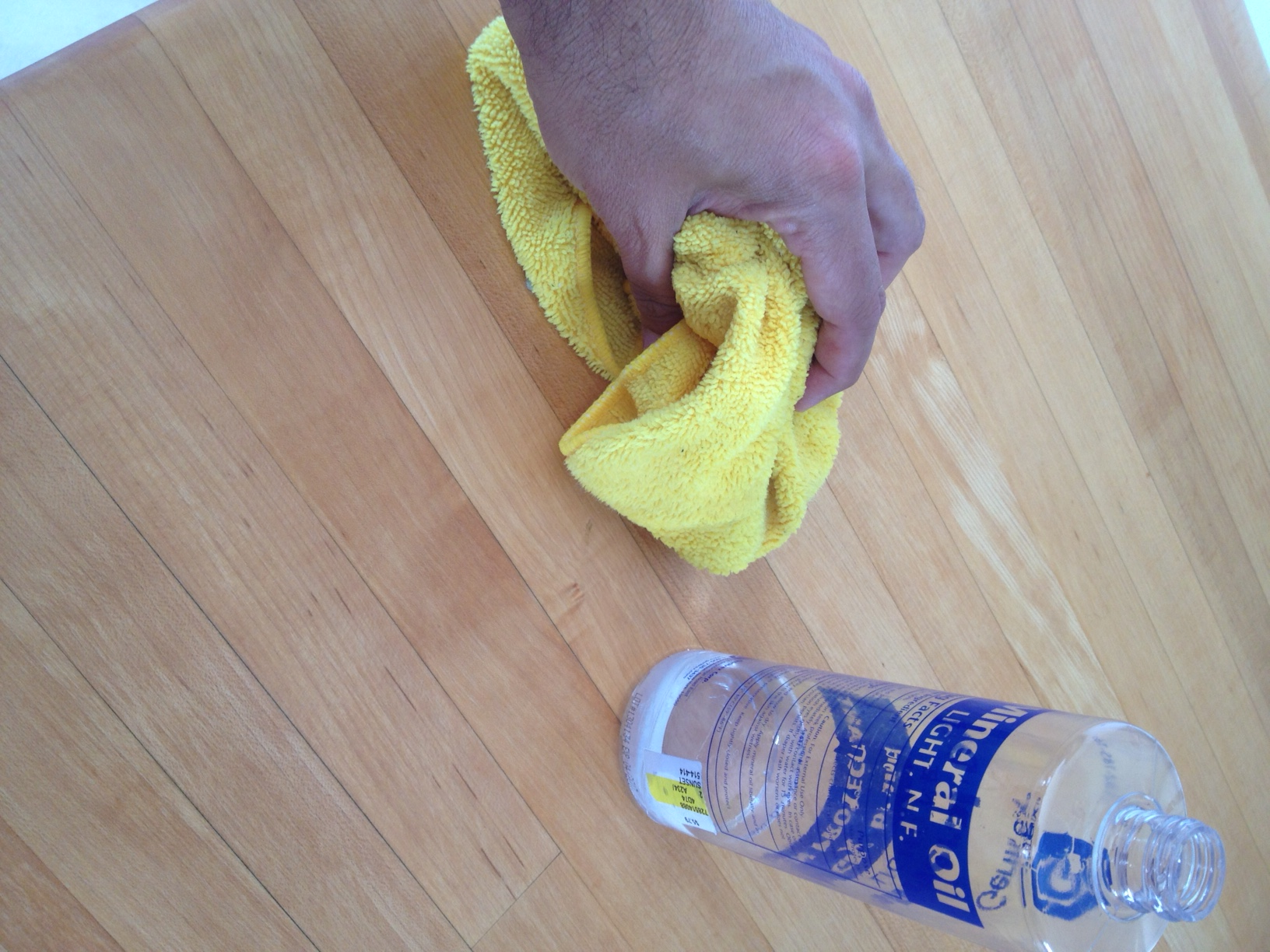
Обробка мінеральною оливою поверхні стола для нарізання м'яса

Мінера́льна оли́ва, мінеральне масло, мінеральне мастило (англ. petroleum oils, coal oils, нім. Mineralöle n pl) — суміш рідких вуглеводнів, яку видобувають із мінеральних речовин, є продуктом перегонки нафти, вугілля і смолистих сланців; рідкі суміші висококиплячих вуглеводнів (tкип = 300—600°С), насамперед алкілнафтенових і алкілароматичних. Використовується в техніці як мастильний, електроізоляційний, консерваційний матеріал, робоча рідина, зв'язуюча речовина (ДСТУ 3437).
Оливи — найбільш низькомолекулярні вуглеводневі гібриди. Вони надають зв'язуючим рухливість, плинність і служать джерелом утворення смол. Адгезійна активність у олив незначна. Вуглеводневий склад олив у різних зв'язуючих неоднаковий.
Розрізняють мастильні, моторні, газотурбінні, трансмісійні, циліндрові, індустріальні, трансформаторні, компресорні, антикорозійні та інші оливи.
Мінеральні оливи розрізняють:
- за способом виробництва — дистилятні (отримують дистиляцією нафти), залишкові (видаленням небажаних компонентів з масляних гудронів), компаундовані (змішуванням дистилятних і залишкових);
- за ділянками застосування — мастильні і немастильні.

## Водорозчинна мінеральна олива
Водорозчинна мінеральна олива (англ. water-soluble lubricant; нім. wasserlösliches Öl n) — у морському буровому устаткованні — спеціальний концентрат для готування робочої рідини, що використовується в системі гідравлічного керування підводним гирловим устаткованням.
Використовується також у косметиці, як дешева сировина (в основному у кремі). У складі продукту позначається як Mineral oil.